# Yoakum
Yoakum è una città divisa tra le contee di DeWitt e Lavaca, nello Stato del Texas, negli Stati Uniti. Secondo il censimento del 2020, possedeva una popolazione di 5 908 abitanti.

## Geografia fisica
Secondo l'Ufficio del censimento degli Stati Uniti, ha una superficie totale di 4,59 mi² (11,89 km²).

## Storia
Nel 1835 il governo del Coahuila y Texas concesse dei terreni a John May, per permettere il pascolo del bestiame sulla pista Chisholm. La crescita dell'insediamento è stato lenta fino a quando, nel 1887, fu costruita la linea ferroviaria della San Antonio and Aransas Pass Railway. Venne progettata una città, chiamata così in onore di Benjamin F. Yoakum, vice presidente e amministratore delegato della linea ferroviaria. Nello stesso anno è stato aperto un ufficio postale. La città è stata riconosciuta il 13 maggio 1889.

## Società

### Evoluzione demografica
Secondo il censimento del 2020, la popolazione era di 5 908 abitanti. Al precedente censimento, quello del 2010, la popolazione era di 5 815 abitanti.

### Etnie e minoranze straniere
Secondo il censimento del 2020, la composizione etnica della città era formata dal 35,48% di bianchi, l'8,48% di afroamericani, lo 0,19% di nativi americani, lo 0,64% di asiatici, lo 0,02% di oceaniani, lo 0,22% di altre etnie e il 2,56% di due o più etnie. Ispanici o latinos di qualunque etnia erano il 52,42% della popolazione.